# Società Torre di Guardia
La Società Torre di Guardia (in inglese Watch Tower Bible and Tract Society of Pennsylvania, o semplicemente Watchtower Society, traducibile come "Società Torre di Guardia di Bibbie e Opuscoli della Pennsylvania") è un ente non lucrativo istituito nel 1884 in conformità alle leggi dello stato della Pennsylvania. Tale ente viene impiegato dai Testimoni di Geova per promuovere la loro opera mondiale, che include la produzione di Bibbie e pubblicazioni bibliche.
Secondo il suo statuto, è “un ente religioso, di istruzione, assistenza e beneficenza”, con il particolare obiettivo di “predicare e insegnare la buona notizia del Regno di Dio retto da Cristo Gesù”. Si diventa membri liberamente e senza vincoli iniziando con uno studio biblico per conoscere Dio e ciò che Egli ha in serbo per l'umanità. Insieme al consiglio direttivo, i membri dell’ente assistono il Corpo Direttivo dei Testimoni di Geova.

## Struttura
La sede principale si trova a Warwick, nello Stato di New York, dove le varie congregazioni locali dei testimoni inviano i rapporti sull'opera di predicazione svolta da oltre otto milioni di fedeli, presenti in oltre duecento paesi.
Essa ha il compito di istruire spiritualmente i Testimoni di Geova e chi è interessato (tramite il Corpo Direttivo) con innumerevoli pubblicazioni stampate. Detiene i diritti d'autore per la maggior parte della letteratura pubblicata dai testimoni.

## Storia
La società degli allora Studenti Biblici venne fondata nel 1881 da William Henry Conley, filantropo e industriale di Pittsburgh, come primo presidente e con Charles Taze Russell come segretario-tesoriere.
Per evitare che l'attività si interrompesse alla morte di uno o più dirigenti, si trovò opportuno dare un fondamento giuridico alla società con un atto costitutivo in modo da tenere distinti gli interessi e il denaro della Società, dagli interessi individuali dei suoi dirigenti. La società venne quindi ufficialmente registrata in Pennsylvania come una società non profit il 15 dicembre 1884, con C.T. Russell Presidente, inizialmente con il nome di Società Torre di Guardia dei Trattati di Sion. Successivamente, il 19 settembre 1896, il nome fu cambiato in Società Torre di Guardia di Bibbie e Trattati.
Nel 1908 la Watch Tower Society cambiò sede gestionale, essendo la precedente divenuta inadatta a far fronte all'aumentata attività editoriale: grazie al consulente legale Joseph F. Rutherford fu acquistata una costruzione denominata Betel di Plymouth (La casa di Dio di Plymouth), in Hicks Street 13-17 a Brooklyn (New York), usata in precedenza per scopi missionari dalla vicina Chiesa Congregazionalista di Plymouth. Fu acquistata anche la casa in cui aveva abitato Henry Ward Beecher, il precedente pastore della Chiesa di Plymouth, al 124 di Columbia Heights, che fu adibita a foresteria per il personale della sede centrale della Società. La nuova sede venne battezzata il Tabernacolo di Brooklyn.

## Presidenti della Società Torre di Guardia
| N° | Immagine | Nome                       | Inizio           | Fine             |
| -- | -------- | -------------------------- | ---------------- | ---------------- |
| 1  |          | William Henry Conley       | 16 febbraio 1881 | 15 dicembre 1884 |
| 2  |          | Charles Taze Russell       | 15 dicembre 1884 | 31 ottobre 1916  |
| 3  |          | Joseph Franklin Rutherford | 6 gennaio 1917   | 8 gennaio 1942   |
| 4  |          | Nathan Homer Knorr         | 13 gennaio 1942  | 8 giugno 1977    |
| 5  |          | Frederick William Franz    | 22 giugno 1977   | 22 dicembre 1992 |
| 6  |          | Milton George Henschel     | 30 dicembre 1992 | 7 ottobre 2000   |
| 7  |          | Don Alden Adams            | 7 ottobre 2000   | 2014             |
| 8  |          | Robert Ciranko             | 2014             | in carica        |